# Samorząd terytorialny w Austrii
Samorząd terytorialny w Austrii – struktura samorządu terytorialnego zorganizowana w Austrii.

## Podział terytorialny
Austria to państwo federalne podzielone na kraje związkowe i gminy, które wykonują w nim dualną rolę – są instytucjami samorządowymi oraz reprezentantami federacji.
Na poziomie regionalnym występuje 9 krajów związkowych (landów). Na poziomie powiatu nie występuje odrębna administracja samorządowa, lecz komisarz powiatowy mianowany przez naczelnika kraju rządu krajowego. Do jego zadań należy nadzór nad samorządami gminnymi, jest w stosunku do nich również organem wyższego stopnia w rozumieniu procedury administracyjnej. Lokalną władzę stanowią samorządy gminne, których jest 2300, 596 gmin zbiorowych, 133 miasta oraz 15 miast wydzielonych posiadających uprawnienia zarówno gminy, jak i powiatu.

## Podstawy ustrojowe funkcjonowania samorządu
- Konstytucja Związkowa Austrii
- Ustawodawstwo landów (8 ordynacji gminnych dla gmin krajowych z wyjątkiem Wiednia)
- Prawa miejskie dla miast z własnym statutem

## Status prawny jednostek podziału kraju
Zarówno federacja, landy, powiaty i miasta wyłączone z powiatów, jak i związki gmin i gminy posiadają osobowość prawną i wybieralne organy. Są to tzw. korporacje prawa publicznego. Natomiast jednostki ponad powiatowe zamiast powiatu (Bezirkshauptmannschaft) są niesamodzielne, niewybieralne i wchodzą w skład krajów związkowych, a na ich czele stoją prezydenci.

## Landy – organy
Organem stanowiącym jest parlament krajowy, wybierany w wyborach powszechnych, w systemie proporcjonalnym na 5- lub 6-letnią kadencję. Prawo weta wobec aktów prawnych stanowionych przez ten parlament ma rząd federalny. Natomiast Prezydent Federalny może rozwiązać parlament krajowy. Propozycję składa rząd federalny, opiniuje to Rada Federalna (Bundessrat), jedną z dwóch izb Zgromadzenia Federalnego (Bundesversammlung), składająca się z przedstawicieli wybranych przez parlamenty krajowe.
Do legislacyjnej władzy kraju związkowego należy m.in.:
- planowanie przestrzenne,
- ochrona przyrody,
- budownictwo,
- leśnictwo,
- łowiectwo,
- rybactwo,
- kultura,
- sport.

Organem wykonawczym jest rząd krajowy. Premiera tego rządu, który zarazem staje się urzędnikiem kraju związkowego i federacji wybiera parlament krajowy, a zatwierdza Prezydent Federalny. Resztę składu rządu wybiera parlament krajowy. W zakresie tworzenia rządu krajowego istnieją dwa systemy:
1. proporcjonalny, zgodnie z którym każda partia w zależności od liczby miejsc w parlamencie krajowym posiada określoną liczbę ministrów (system ten obowiązuje w pięciu krajach związkowych)
2. koalicyjny, zgodnie z którym rząd tworzą ugrupowania posiadające większość w parlamencie.

## Ustrój gminy
Zgodnie z Art.116 Konstytucji Federalnej:
„1. Każdy kraj dzieli się na gminy. Gmina stanowi korporację (związek) terytorialną z prawem samorządu i jednocześnie jednostkę podziału terytorialnego. Wszystkie grunty muszą należeć do jakiejś gminy.
2. Gmina stanowi samodzielny organizm gospodarczy. Ma ona prawo, w obrębie ogólnego ustawodawstwa federalnego i krajowego, posiadać wszelkiego rodzaju majątek, uzyskiwać go i nim rozporządzać, prowadzić przedsiębiorstwa oraz w ramach ustroju finansowego samodzielnie określać budżet i rozpisywać podatki”.

### Organizacja gmin w Austrii
- Rada Gminy – organ kolegialny wybierany przez obywateli jako ciało przedstawicielskie w gminie
- Zarząd Gminy (Senat Miasta w miastach z własnym statutem) – obowiązuje tu zasada proporcjonalnego udziału przedstawicieli odzwierciedlających układ sił politycznych w Radzie Gminy
- Burmistrz – wybierany przez Radę Gminy lub w wyborach bezpośrednich. Sprawy gminy są załatwiane w Urzędzie Gminy (miejskim, magistracie). Na czele magistratu stoi fachowy urzędnik lub prawnik (Magistratsdirektor)[2].

#### Rada gminy
Wybierana w wyborach równych, bezpośrednich, tajnych oraz powszechnych na kadencję 4-6 letnią w zależności od landu. Liczba radnych zależy od wielkości gminy i może wynosić od 7 do 39 osób. W gminach z własnym statutem rady liczą z reguły ponad czterdziestu członków. Rada Gminy wykonuje funkcje uchwałodawcze, wykonawcze i kontrolne. Akty prawne Rady gminy to statuty, rozporządzenia i decyzje. Są one wydawane w ramach obowiązującego ustawodawstwa. Decyzje administracyjne wydawane są zgodnie z ogólną procedurą administracyjną. Rada to najwyższy organ w gminie, któremu podporządkowane są inne organy, w szczególności zarząd i burmistrz. Rada pełni również rolę doradczą wobec tych organów. Rozstrzyga o budżecie gminy, jej wydatkach oraz udziela absolutorium zarządowi gminy. Do realizacji zadań Rady Gmin mogą być powoływane komisje, których członkowie powoływani są proporcjonalnie do reprezentowanych sił politycznych w Radzie. Komisje mogą bezpośrednio rozstrzygać w sprawach administracyjnych lub mieć tylko charakter pomocniczy.

#### Zarząd gminy
Zarząd tworzą: burmistrz, trzech zastępców oraz pozostali członkowie zarządu. Jest wybierany przez radę gminy. Wybierany jest z reguły na czas kadencji rady i spośród jej członków.
Podstawowymi zadaniami zarządu gminy są:
- przygotowywanie obrad rady gminy i składanie wniosków
- administrowanie majątkiem gminy lub ustanawianiem wytycznych w tym zakresie
- wykonywanie uchwał i decyzji rady gminy.

Członkowie zarządu z reguły stoją na czele poszczególnych działów w Urzędach Gmin.

#### Burmistrz
Kompetencje burmistrza:
- reprezentuje gminę na zewnątrz
- stanowi pierwszą instancję w sprawach gmin
- zarządza majątkiem gminy oraz wykonuje bieżącą administrację sprawami gospodarczymi
- realizacja budżetu
- w nagłych wypadkach może wydawać miejscowe przepisy policyjne
- jest kierownikiem Urzędu Gminy i przełożonym zatrudnionych w gminie.

W sprawach dotyczących federacji Burmistrz jest związany instrukcjami wojewody krajowego, a w sprawach landu instrukcjami rządu krajowego. Z uwagi na wykonywanie przez burmistrza funkcji dwojakiego rodzaju podlega on podwójnej odpowiedzialności. Jako organ wybierany przez Radę i realizujący zadania własne gminy odpowiada on przed Radą, natomiast jako organ administracji rządowej może zostać odwołany przez wojewodę Krajowego lub Rząd Krajowy w przypadku niestosowania się do instrukcji tych władz, złamania prawa, złej woli lub rażącego niedbalstwa w działania.

#### Urząd gminy
Zgodnie z Konstytucją Federalną w każdej gminie musi być Urząd Gminy, a w miastach z własnym statutem – magistrat. Są one organami pomocniczymi w gminie. Zgodnie z niektórymi statutami miast magistrat ma pewne kompetencje władcze. Powołany jest także skarbnik gminny lub miejski.
W gminach, które przewidziały podział na sołectwa lub w miastach z dzielnicami na ich czele stoją Naczelnicy, pełnią funkcję organów doradczych lub działając z upoważnienia burmistrza.

## Zadania samorządu terytorialnego
Zadania, które są wykonywane przez gminę są własne lub zlecone.
Sprawami własnymi są m.in.:
- ustanawianie organów gminy, regulacja wewnętrznych instytucji gminnych powołanych do realizacji zadań gminy,
- policja w zakresie porządku i bezpieczeństwa publicznego gminy
- zadania związane z organizacją imprez, targów i handlu,
- ochrona zdrowia,
- zarządzanie drogami na terenie gminy i regulacja ruchu drogowego
- gospodarka przestrzenna, opracowywanie planów przestrzennych
- prowadzenie gospodarki prywatnej gminy, działalność gospodarcza.

W sprawach dotyczących interesów miejscowych lub zapobieżenia niebezpieczeństwom organy gminy mogą wydawać przepisy miejscowe. Do zadań poleconych z zakresu administracji rządowej zalicza się zwłaszcza:
- przeprowadzanie wyborów krajowych,
- prowadzenie spraw stanu cywilnego,
- przeprowadzenie ksiąg hipotecznych.

Zadania te są poruczone w drodze ustawowej. Organy gminy, najczęściej burmistrz, prowadzą sprawy policyjne przekazane za szczebla wyższego administracji państwowej. Sprawy te są prowadzone pod ograniczonym nadzorem.

## Dochody samorządów
Z Konstytucji Federalnej wynika, że gminy posiadają samodzielność gospodarczą. Gminy partycypują w części podatków krajowych oraz mają pewną swobodę w określaniu zakresu podatków lokalnych;
- podatek od rzemiosła/przemysłu,
- podatek gruntowy,
- podatek od gier i zabaw,
- od konsumpcji i napojów,
- podatek od psów.

Ustawodawstwo federalne określa maksymalne stawki tych podatków. Jest to system wyrównań ustalony drogą ustawy o wyrównaniu finansowym pomiędzy federacją, krajami i gminami.
Gminy uzyskują dochody w ramach prowadzonej działalności gospodarczej:
- opłaty i taryfy za korzystanie z urządzeń gminnych
- przedsiębiorstw na terenie gminy
- czynszów i dzierżaw
- udziału w przedsięwzięciach dochodowych (spółkach, bankach itp.)
- procentów i pożyczek
- przetargów

## Nadzór nad samorządem
Celami nadzoru nad gminami są:
- usunięcie naruszeń prawa lub zapobieżenie im
- zagwarantowanie wykonywania ustawowych zadań gminy
- gospodarcza działalność gminy z uwagi na oszczędność, gospodarność i celowość: (kontrole dotyczą budżetu gminy, przedsiębiorstw i zakładów komunalnych)

Kontrola i nadzór sprawowana jest przez władze państwowe krajów związkowych oraz federacji. Podejmowanie kontroli i nadzoru wiąże się z zasadą proporcjonalności, tzn. przy uwzględnieniu samodzielności gminy i poszanowania praw nabytych osób trzecich.
Do środków nadzoru należy:
- prawo od informacji i inspekcje ze strony organu nadzoru,
- kontrole praworządności wydawanych przez gminę rozporządzeń i uchylanie ich w przypadku niezgodności z prawem oraz wyrażanie zgody (np. zgoda na określone wydatki).